# Waalse Kapel (Naarden)
De Waalse kapel is een voormalige kapel en deel van een voormalig klooster in Naarden aan de Kloosterstraat 35 in de gemeente Gooise Meren en is een rijksmonument. Het wordt sinds 1933 aangeduid als de Comeniuskapel of  Comeniusmausoleum, en is onderdeel van het Comeniusmuseum.

## Geschiedenis
Deze kapel was oorspronkelijk onderdeel van het klooster, Mariaconvent, een nonnenklooster. Dit klooster was op deze plek gevestigd van circa 1440 tot 1579. Nadat in dit klooster een weeshuis gevestigd was en een vestiging van de Latijnse school, werd het in 1651 als Waalse kerk in gebruik genomen.
In 1670 werd hier de filosoof en hervormer Comenius begraven. In 1819 werd de Waalse gemeenschap opgeheven, en heeft het complex verschillende andere functies gehad.
De kapel is op verzoek van de regering van Tsjecho-Slowakije in 1933 van de rest van het complex afgescheiden en ingericht als mausoleum voor Comenius. Daarbij is in 1935 de kapel gerestaureerd. De kapel is direct gelegen aan het Comeniusmuseum en wordt nu ook aangeduid als Comeniuskapel.

## Interieur
Het interieur is voorzien boven de entree met een groot hangend houtsnijwerk, waarna een open metalen hekwerk gemaakt is met twee openslaande deuren voorzien van beelden die toegang verlenen tot het achterliggende koor en het grafmonument. Aan de raamkanten zijn zeven stuks glaswerk panelen hangend gemonteerd, die het leven van Comenius uitbeelden.

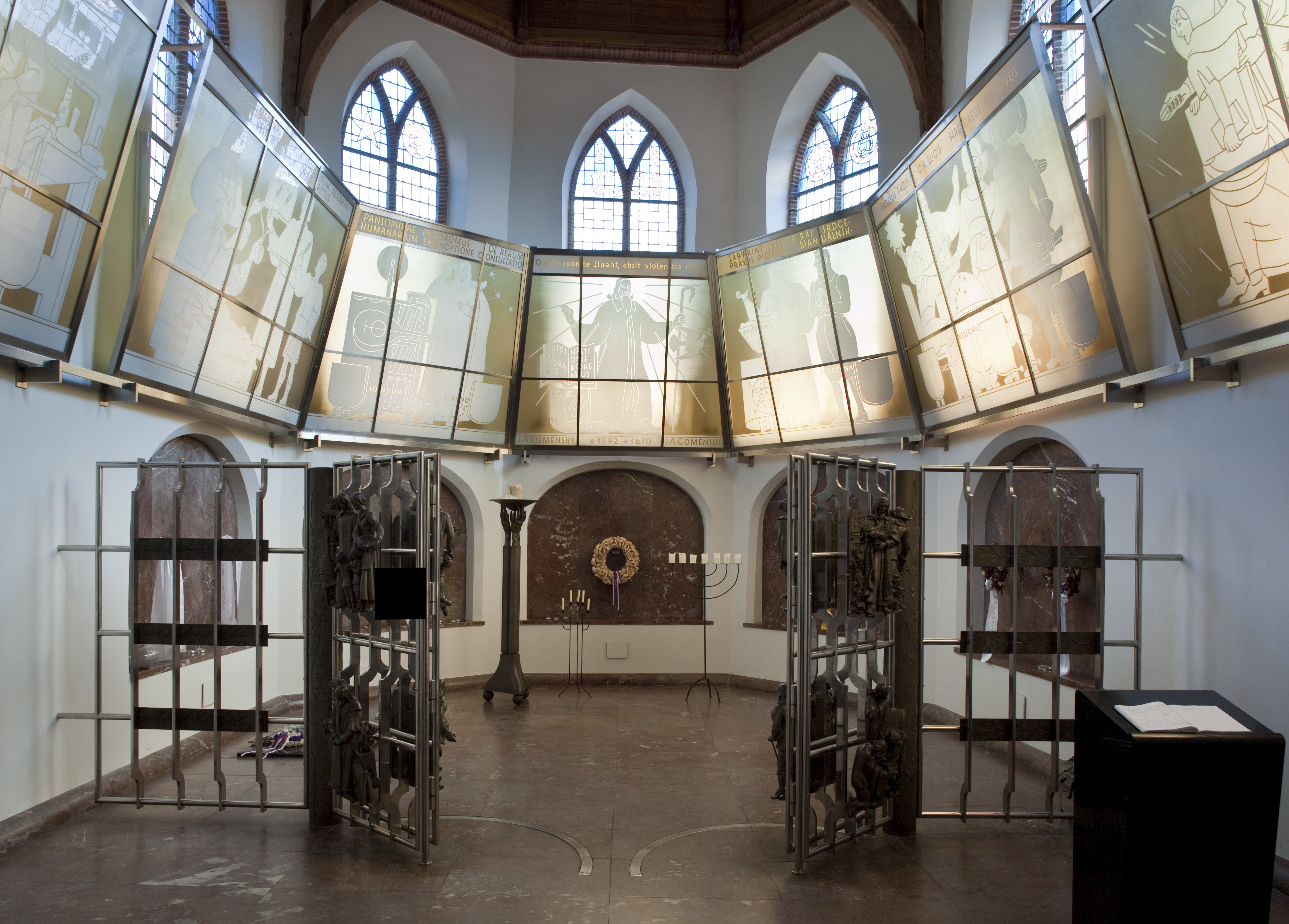
Overzicht interieur kapel
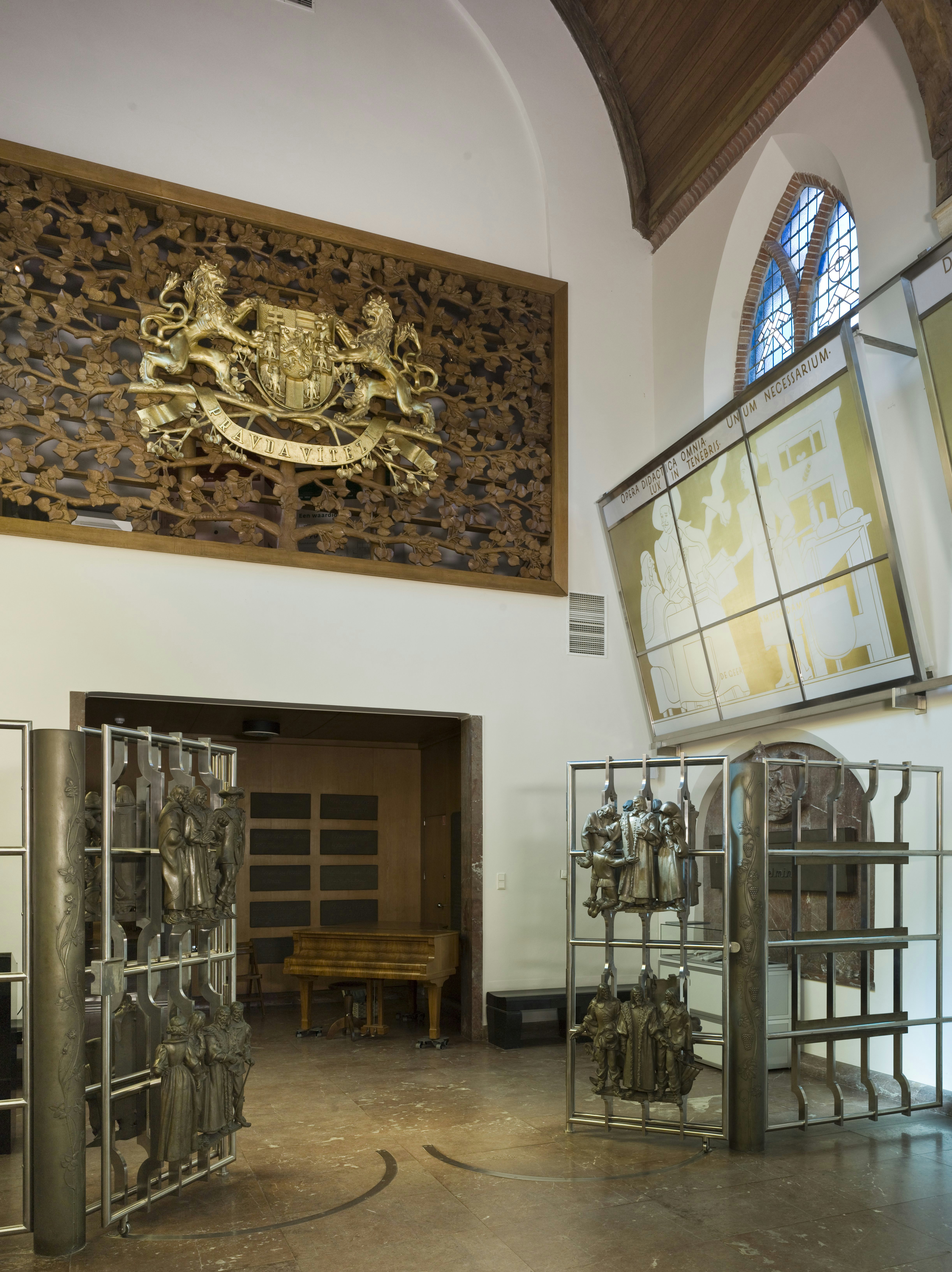
Entree interieur kapel
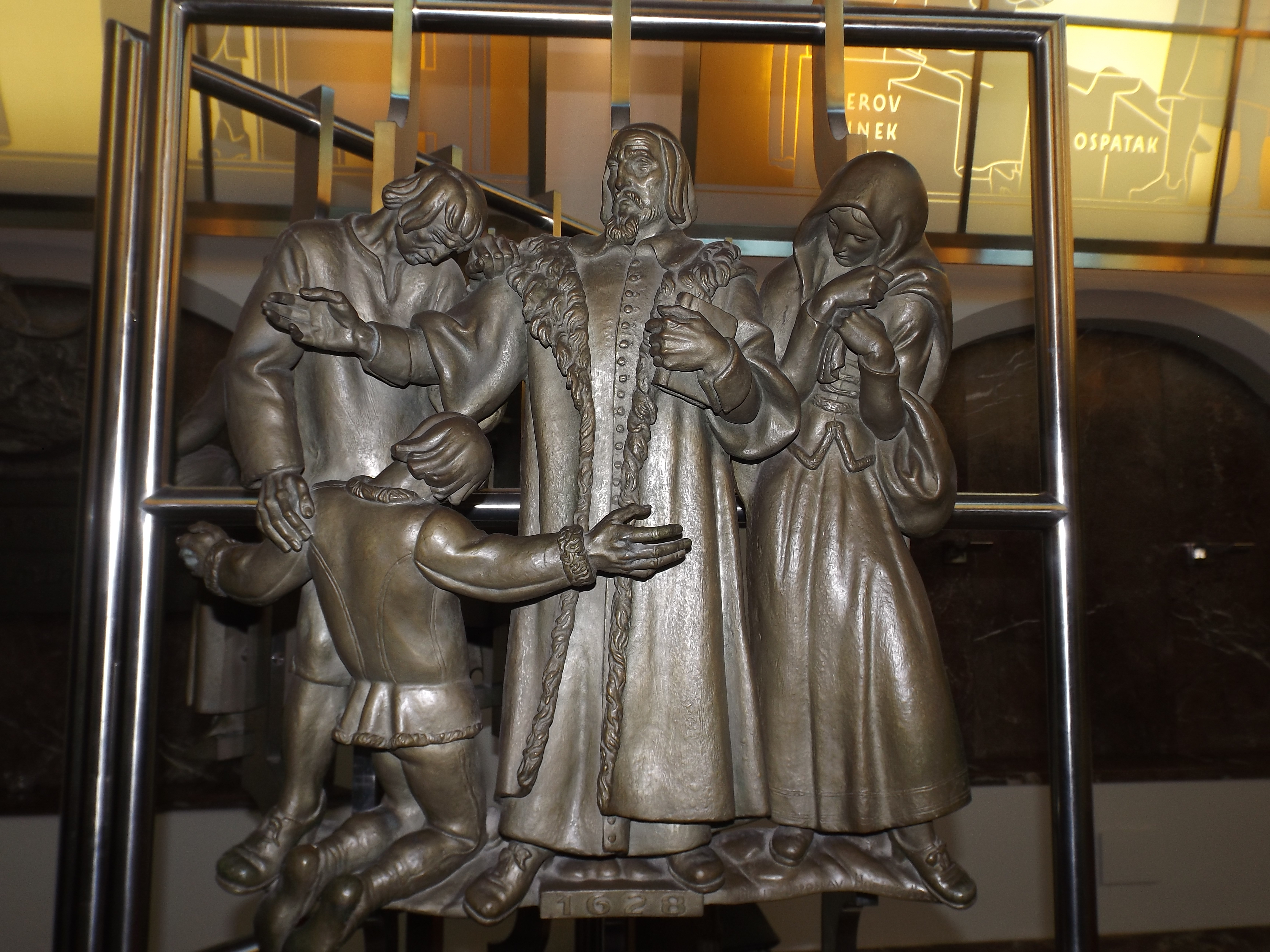
Beelden in hekwerk Kapel
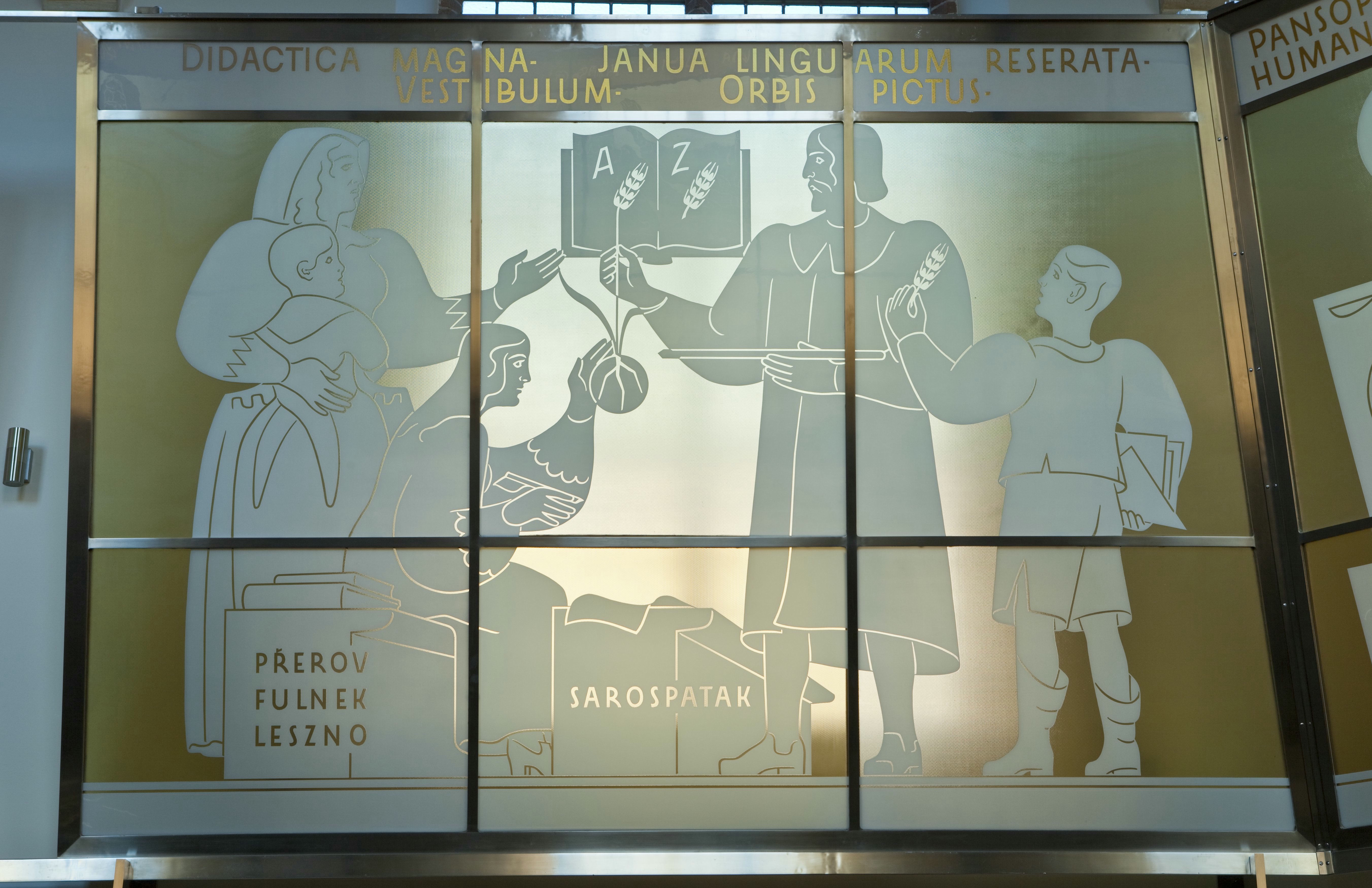
Interieur, een van de glazen panelen
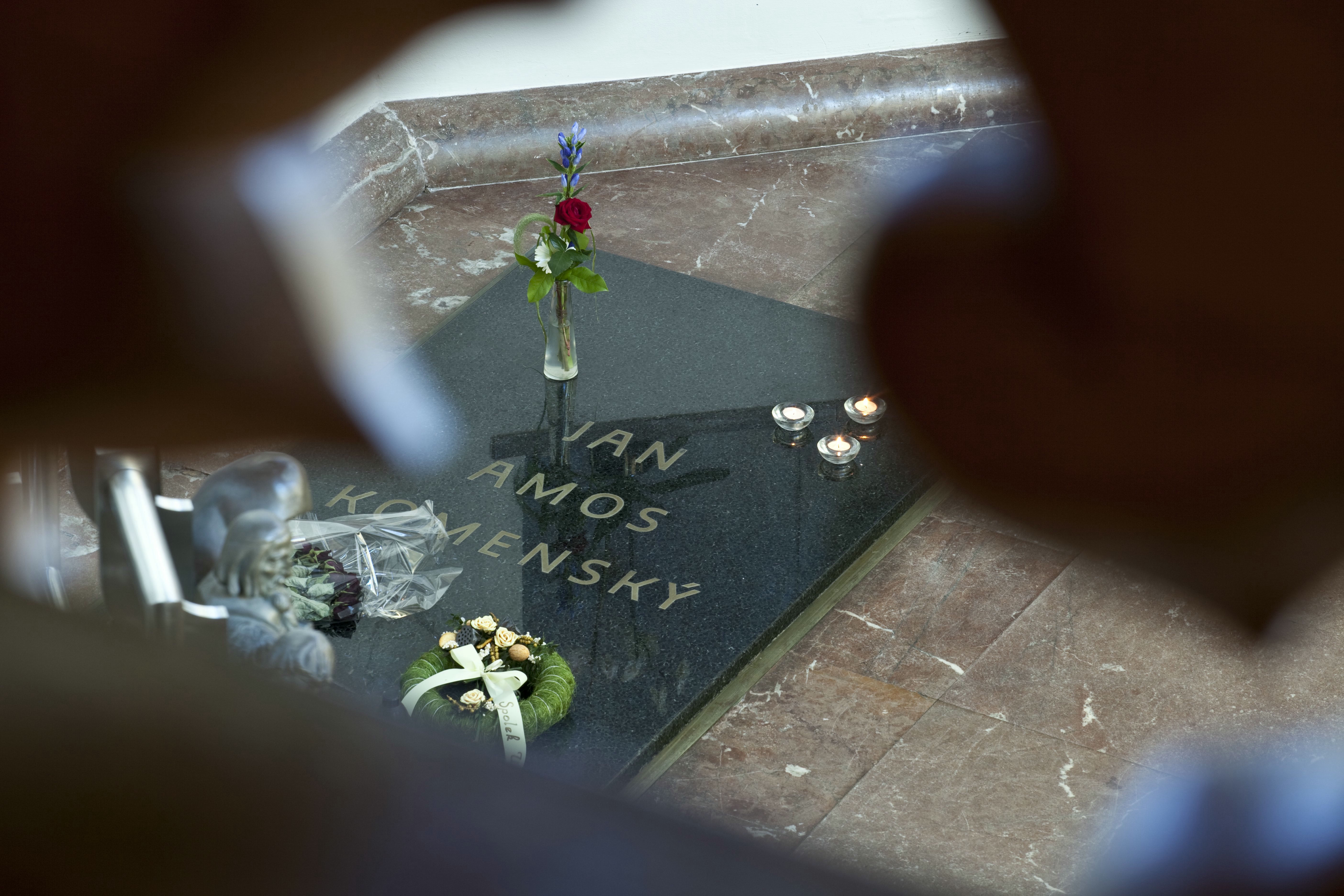
Interieur, detail van het graf van Comenius